# François Sterchele
François Sterchele (Liège, 14. ožujka 1982. – Vrasene, 8. svibnja 2008.), belgijski nogometaš koji je igrao za Club Brugge. 
Bio je najbolji strijelac belgijske lige u sezoni 2006./07. Stradao je u automobilskoj nesreći 8. svibnja 2008.
Počeo je karijeru u FC Loncinu, maloj momčadi iz nižeg razreda belgijskog nogometnog natjecanja. S deset godina prešao je u Liège, gdje je ostao sljedećih deset godina. Potom tri godine igra za R.F.C. Union La Calamine, da bi na kraju potpisao za trećeligaša Oud-Heverlee Leuven, za koji je u sezoni 2004./05. postigao 21 gol i postao najbolji strijelac lige. Svojim izvrsnim igrama, ponajviše golovima, pomogao je svojoj momčadi plasirati se u drugu ligu.
Njegove odlične igre nisu ostale nezapažene u belgijskim prvoligašima, pa ubrzo potpisuje za Charleroi S.C., koji je trenirao Jacky Mathijssen, koji je dosta zaslužan za razvoj talenta ovog nogometaša. Nakon samo jedne godine igranja u ovom klubu, prelazi u K.F.C. Germinal Beerschot, za koji je bio najbolji strijelac lige.
19. srpnja 2007. prelazi u Club Brugge i u svom prvom nastupu za taj klub, protiv Monsa, zabija dva gola.

## Pogibelj
U rano jutro 8. svibnja 2008. Sterchele se autom zabija u drvo i na mjestu umire.